# Lémure-de-cauda-anelada
O lémure-de-cauda-anelada (lêmure-de-cauda-anelada em PB) (Lemur catta) é um primata estrepsirrino de grandes dimensões e o lémure mais reconhecível devido à sua cauda anelada de cores preta e branca. Pertence à família Lemuridae, uma das quatro famílias de lémures. É o único membro do género Lemur. Tal como os outros lémures é endémico da ilha de Madagáscar. Denominado localmente por hira (malgaxe) ou maki (francês e malgaxe), habita florestas de galeria e zonas arbustivas de espinhosas, nas regiões mais a Sul da ilha. É herbívoro e é o mais terrestre dos lémures. O animal é diurno, estando ativo exclusivamente em horas com luz de dia.
O lémure-de-cauda-anelada é altamente social, vivendo em grupos de até 30 indivíduos. Quem domina são as fêmeas, uma característica comum nos lémures mas pouco comum entre outros primatas. Para permanecerem quentes e para reafirmar os laços sociais, amontoam-se formando uma bola de lémures. O lémures-de-cauda-anelada também expõe o seu corpo ao Sol, sentando com postura ereta encarando a superfície inferior, com o seu pelo branco mais fino exposto em direção à luz solar. Como outros lémures, esta espécie depende fortemente do sentido do olfato e marca o seu território através de glândulas odoríferas. Os machos têm uma forma peculiar de marcação por odores e participam num comportamento de luta de cheiros, impregnando a sua cauda com o seu odor e provocando lufadas de cheiro contra os oponentes.
Sendo uns primatas mais vocais, o lémure-de-cauda-anelada utiliza numerosas vocalizações, incluindo avisos de alarme e de coesão de grupo. Apesar de não possuir um cérebro muito grande (em relação aos primatas simiformes), experiências mostraram que o lémure-de-cauda-anelada pode organizar sequências, perceber operações aritméticas básicas e selecionar preferencialmente ferramentas com base nas suas qualidades funcionais.
Apesar de estar listada como espécie quase ameaçada pela Lista Vermelha da IUCN e sofrendo de destruição de habitat, o lémur-de-cauda-anelada reproduz-se de maneira expedita em cativeiro e é o lémure com maior população em jardins zoológicos de todo o mundo, atingindo números superiores a dois mil indivíduos. Vive tipicamente 16 a 19 anos em estado selvagem e 27 anos em cativeiro.

## Etimologia
O termo lémur foi selecionado pelos biólogos porque os chamamentos de algumas espécies de lémures traziam à mente os lamentos dos espíritos dos mortos, ou lemures, da mitologia romana. O nome específico, catta, deriva da semelhança entre as vocalizações destes lémures e as dos gatos domésticos

## História evolutiva
Todos os fósseis de mamíferos de Madagáscar são de tempos recentes. Por isso, pouco é conhecido acerca da evolução do lémures-de-cauda-anelada. De referir que a infraordem Lemuriformes compreende a inteira população primata endémica da ilha. No entanto, evidências cromossómicas e moleculares sugerem que os lémures são mais relacionados entre si do que com outros primatas estrepsirrinos. Para que isto possa ter acontecido, pensa-se que uma pequena população ancestral chegou a Madagáscar através de uma única dispersão do tipo rafting há entre 50 e 80 milhões de anos. Subsequente radiação evolutiva e especiação criaram a diversidade de lémures observada atualmente em Madagáscar. Pensa-se que o próprio lémur-de-cauda-anelada partilhe afinidades mais próximas que o resto da subfamília Lemurinae, com os lémures do género Hapalemur, que pode ser um grupo irmão da família Lemuridade.

### Classificação taxonómica
O género Lemur contém uma única espécie, o lémur-de-cauda-anelada.
- Família Lemuridae
  - Subfamília Lemurinae
    - Género Lemur: the Ring-tailed Lemur
    - Género Eulemur: brown lemurs
    - Género Varecia

  - Subfamília Hapalemurinae
    - Género Hapalemur
    - Género Prolemur

#### Mudanças na taxonomia
O lémure-de-cauda-anelada partilha muitas características com os membros da sua subfamília, Lemurinae, e o seu esqueleto é praticamente indistinguível do dos membros do género Eulemur. Por estas razões, o lémure-de-cauda-anelada, e os membros dos géneros Eulemur e Varecia eram antes todos agrupados no género Lemur. No entanto, os membros do género Varecia foram colocados num género à parte, em 1962, e devido a semelhanças entre o lémur-de-cauda-anelada e os membros do género Eulemur, particularmente no que diz respeito a evidências moleculares e semelhanças nas glândulas odoríferas, estes últimos foram movidos para um género próprio, em 1988. O género Lemur é agora monotípico, contendo apenas o lémur-de-cauda-anelada. Apesar de nem todas as autoridades concordarem, a maioria dos primatólogos favorece atualmente está classificação.

## Anatomia e fisiologia

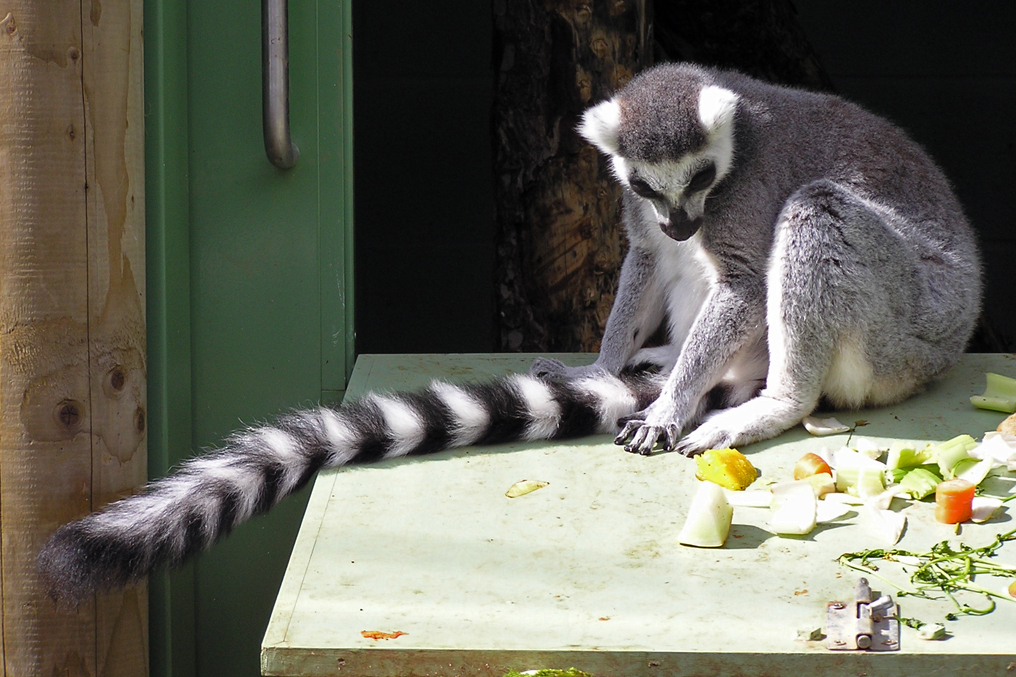
A cauda do lémur-de-cauda-anelada é maior que o seu corpo

Um lémure-de-cauda-anelada adulto pode ter um comprimento corporal entre 39 e 46 cm e um peso entre 2,3 e 3,5 kg. A espécie tem uma estrutura esguia e um focinho estreito, reminiscente do focinho vulpino. Como todos os lémures, as patas traseiras são mais compridas que as patas dianteiras. As fêmeas possuem dois pares de glândulas mamárias. mas apenas um par é funcional.
Glândulas odoríferas não cobertas de pelo estão presentes nos machos e nas fêmeas. Os dois sexos apresentam glândulas apócrinas e sebáceas nas suas regiões genitais, assim como glândulas antebraquiais localizadas na superfície interna do antebraço, na proximidade do pulso. No entanto, apenas o macho possui um espigão coreáceo que se sobrepõe a esta glândula odorífera. Os machos também possuem glândulas braquiais na superfície axilar dos ombros.
A imagem de marca do lémure-de-cauda-anelada é a sua cauda longa e espessa, anelada alternativamente com riscas pretas e brancas, com número de 13 a 15 para cada cor, terminando sempre numa ponta de cor preta. A sua cauda é mais comprida que o seu corpo, medindo até 64 cm de comprimento. A cauda não é preênsil e apenas é usada para balanço, comunicação e coesão de grupo.
A sua pelagem é densa. A cobertura ventral e a garganta são de cor branca ou creme, e a cobertura dorsal é cinzenta a castanho rosado. O topo cranial é cinzento escuro, enquanto as orelhas e bochechas são brancas. O focinho é cinzento escuro e o nariz é preto. A região dos olhos possui uma mancha em forma de losango.
A pele preta é visível no nariz, genitais, nas palmas e solas dos membros. O lémure-de-cauda-anelada partilha várias adaptações com outros lémures. Os dedos são esguios, almofadados, possuindo unhas semelhantes aos seres humanos. Catam-se oralmente, lambendo e raspando com os dentes através de caninos e incisivos estreitos, formando uma fileira de dentes em fuso chamado pente dental. A finalizar, possui uma garra higiénica no segundo dedo de cada pata traseira, especializada para a autocatação, especificamente para esquadrinhar através do pelo que não pode ser alcançado pela boca.
Os olhos da espécie podem ter uma coloração amarela brilhante ou laranja. Ao contrário da maioria dos primatas diurnos, mas semelhante a todos os primatas estrepsirrinos, o lémure-de-cauda-anelada possui um tapetum lucidum ou camada reflexiva por detrás da retina, que melhora a visão noturna.

Anatomia do lémur-de-cauda-anelada
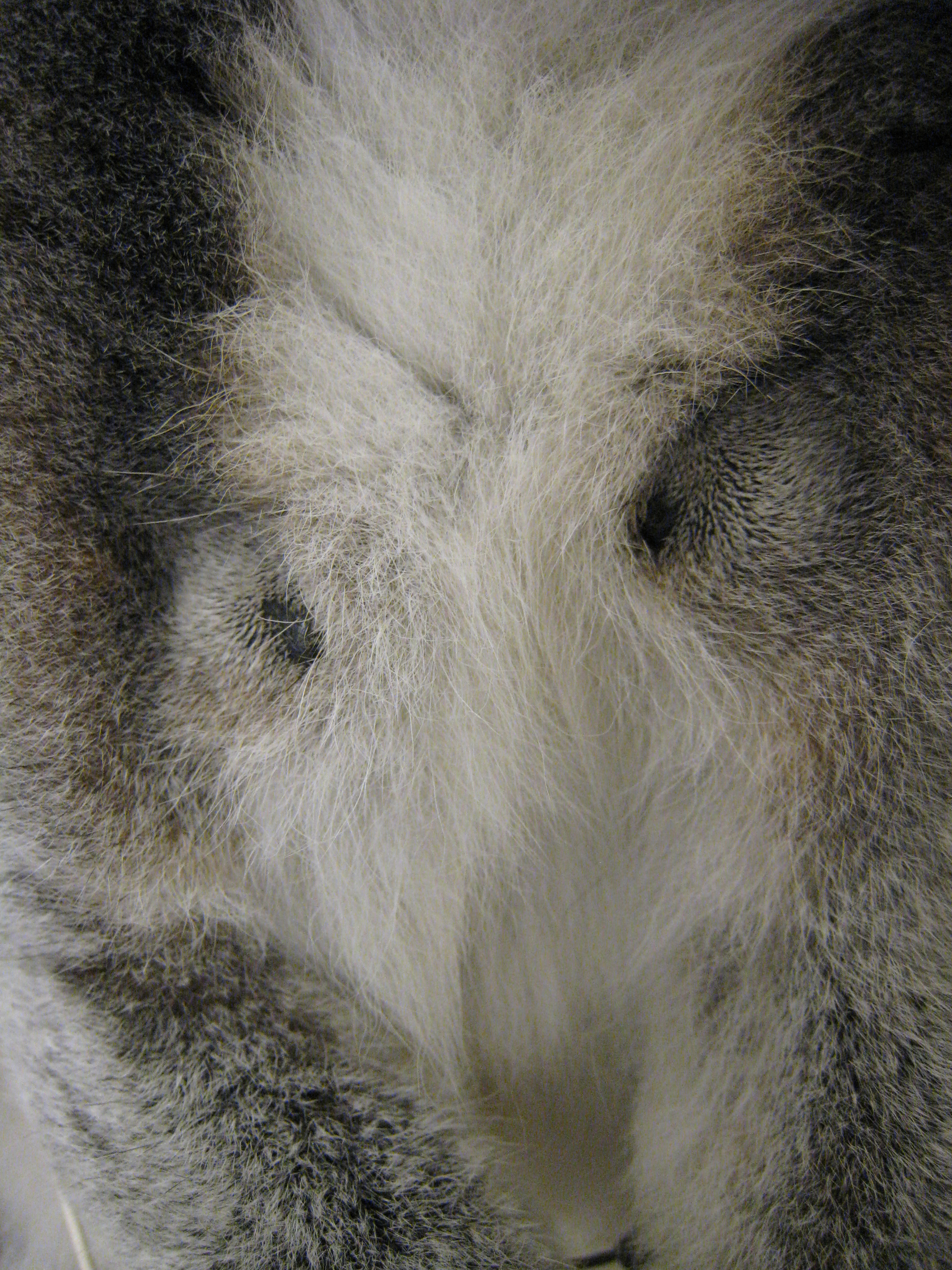
Glândulas braquiais do macho, perto da axila
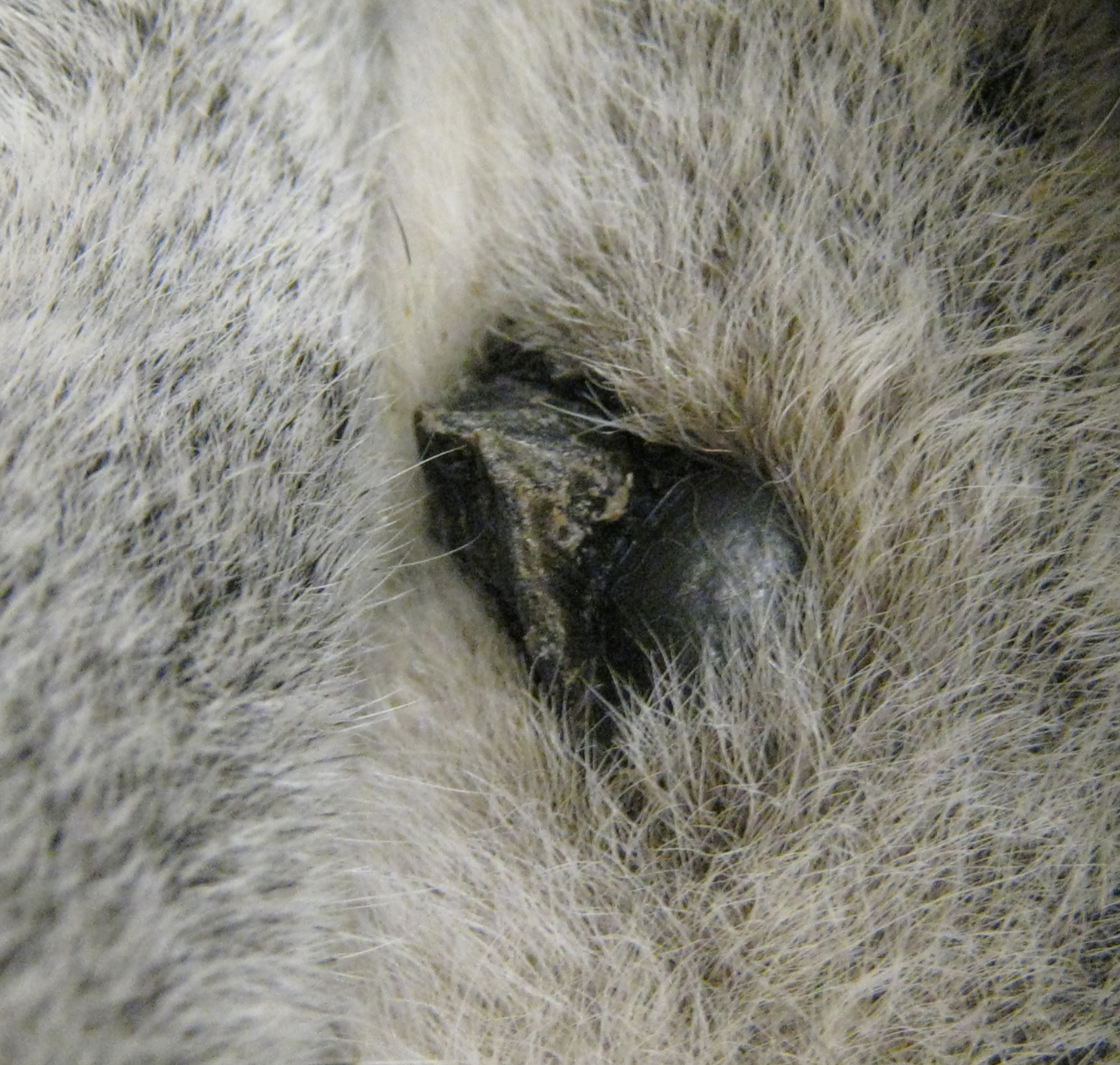
Espigão e glândula antebraquial do macho
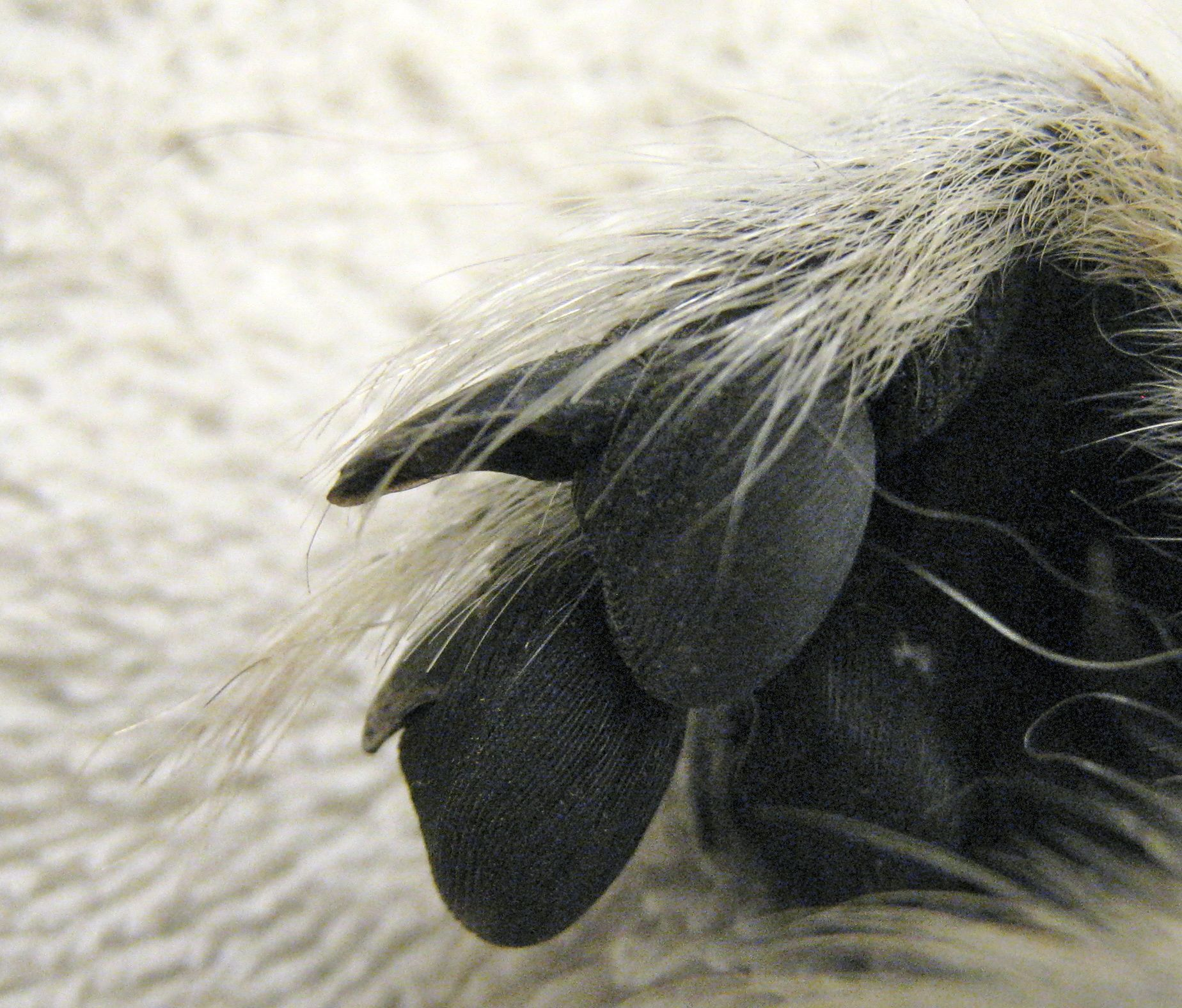
Garra higiénica no segundo dedo, em contraste com a unha do terceiro dedo
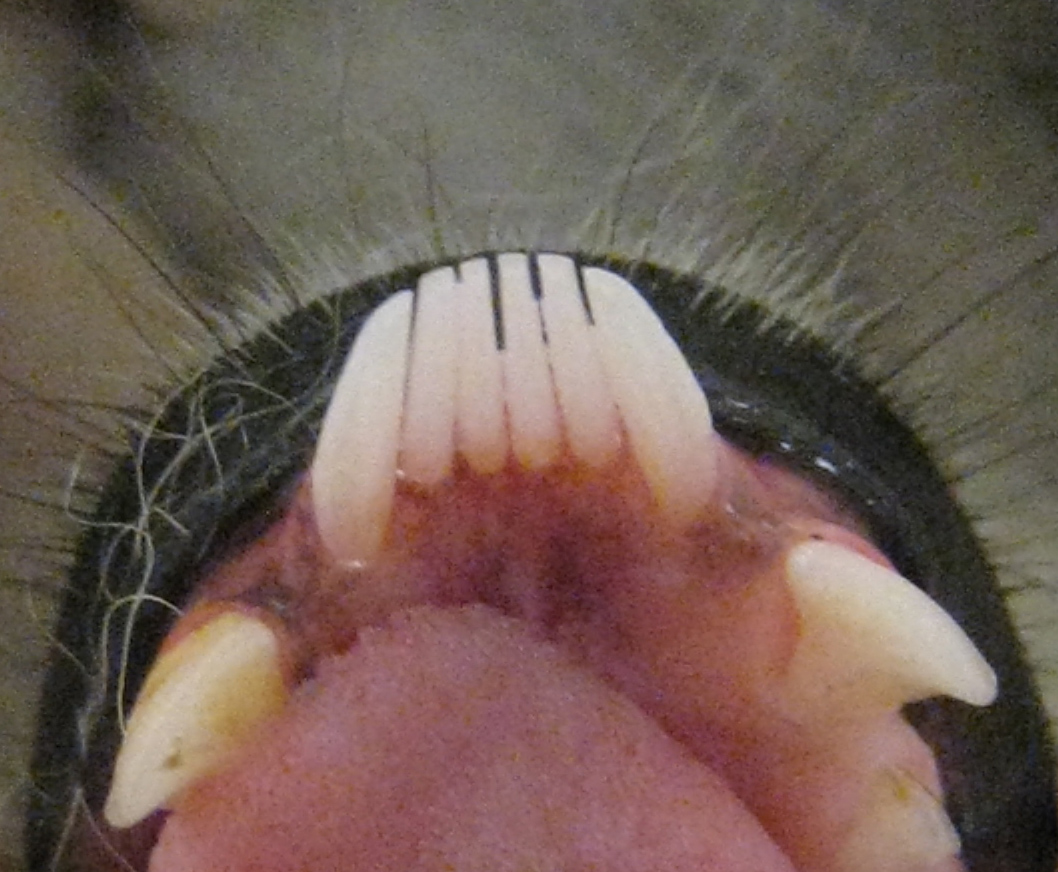
A dentição frontal, inferior, possui um pente dental

## Ecologia
O lémure-de-cauda-anelada é diurno e semi-terrestre. É a espécie de lémure mais terrestre, passando até cerca de 33% do tempo no solo. No entanto, é ainda consideravelmente arborícola, passando 23% do tempo na copa florestal de nível médio, 25% do tempo na copa superior, 6% na camada emergente e 13% em pequenos arbustos. As movimentações em grupo são 70% terrestres.
O tamanho dos grupos, a área do território e a densidade populacional variam de região para região e também segundo a disponibilidade de comida. Os grupos são tipicamente formados de 6 a 25 indivíduos, apesar de terem sido registados grupos com mais de 30 indivíduos. O número médio de indivíduos num grupo é de cerca de 13. A área do território varia entre 6 e 35 hectares. Os grupos de lémure-de-cauda-anelada mantêm o seu território, mas a sobreposição é muitas vezes elevada. Quando encontros ocorrem, possuem comportamento agonístico ou hostil na natureza. Um grupo ocupa normalmente a mesma parte do seu território por três ou quatro dias antes de se afastarem para outros locais. Quando se move, a distância de viagem média ronda um quilómetro. A densidade populacional varia entre 100 indivíduos por quilómetro quadrado em florestas secas e 250-600 indivíduos por quilómetro quadrado em florestas de galeria e florestas secundárias.
O lémure-de-cauda-anelada possui predadores nativos e predadores introduzidos. Os predadores nativos incluem a fossa (Cryptoprocta ferox), as aves das espécies Polyboroides radiatus e Buteo brachypterus e a espécie de serpente Boa madagascariensis. Predadores introduzidos incluem o viverrídeo Viverricula indica, o gato doméstico e o cão doméstico.

### Área de distribuição e habitat

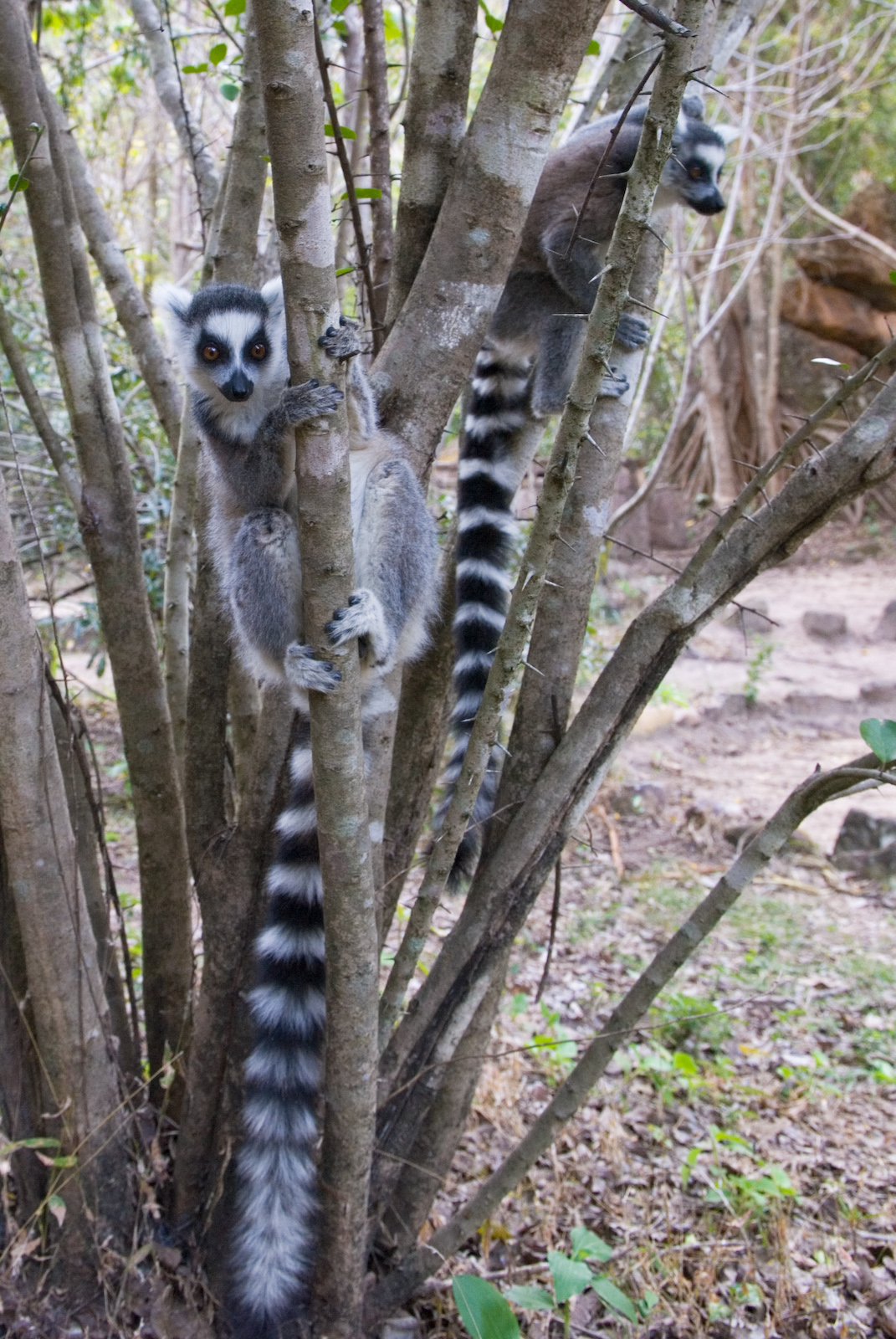
lémures-de-cauda-anelada no Parque Nacional Isalo em Madagáscar.

Endémico das regiões Sul e Sudoeste de Madagáscar, o lémure-de-cauda-anelada ocupa terras altas mais que outros lémures. Habita florestas decíduas, zonas arbustivas secas, zonas florestais húmidas de montanha e floresta de galeria (junto a margens de rios). Prefere largamente as florestas de galeria, mas tais florestas têm sido quase totalmente destruídas da maior parte de Madagáscar de maneira a serem transformadas em pastagens para o gado. Dependendo da localização, as temperaturas dentro da área de distribuição podem variar entre −7 °C e 48 °C.
Esta espécie pode ser encontrada tão a Leste como a região de Tôlanaro, a Norte até Belon'i Tsiribihina, e ao longo da costa Oeste e das zonas montanhosas de Andringitra no planalto Sudeste. Pode ser encontrada também na Reserva Berenty, Parque Nacional Andohahela, Parque Nacional Isalo e Parque Nacional Zombitse-Vohibasia.

### Relações simpátricas
As seguintes espécies de lémure são simpátricas com o lémure-de-cauda-anelada, significando que são espécies relacionadas, dentro da sua área de distribuição:
- Propithecus verreauxi
- Lepilemur ruficaudatus
- Lepilemur leucopus
- Eulemur rufus
- Cheirogaleus major
- Cheirogaleus medius
- Daubentonia madagascariensis (Aie-aie)
- Hapalemur griseus

Na região Oeste de Madagáscar, o lémure-de-cauda-anelada e Eulemur rufus foram estudados juntos. Pouca interação existe entre as duas espécies. O lémure-de-cauda-anelada passa mais tempo no solo do que a espécie Eulemur rufus. As dietas das duas espécies sobrepõem-se, mas os alimentos são consumidos em diferentes proporções, uma vez que o lémure-de-cauda-anelada possui uma dieta mais variada.

## Comportamento

### Dieta
O lémure-de-cauda-anelada é um omnívoro oportunista, comendo primariamente frutas e folhas, com particular destaque para os da espécie Tamarindus indica, denominada localmente por kily. Quando disponível, esta espécie vegetal proporciona até 50% da sua dieta, especialmente durante a época seca de inverno. O lémure-de-cauda-anelada pode alimentar-se a partir de três dúzias de espécies vegetais diferentes, e a sua dieta inclui flores, herbáceas, casca e seiva de vegetais. Foi observado a comer madeira apodrecida, terra, teias de aranha, casulos de insetos, artrópodes (aranhas, lagartas, cigarras e gafanhotos) e pequenos vertebrados (aves e camaleões).. Durante a época seca aumenta o seu comportamento oportunista.

### Sistemas sociais
Os grupos são classificados como multi-macho/multi-fêmea, com uma matrilinearidade como grupo nuclear. Assim como a maioria dos lémures, as fêmeas dominam socialmente os machos em todas as circunstâncias, incluindo a prioridade alimentar. A dominância é reforçada por comportamentos como os de agarrar, morder, perseguir e bater. As fêmeas juvenis não herdam o estatuto social das mães e os machos deixam o grupo quando têm entre três e cinco anos de idade. Ambos os sexos têm as suas hierarquias de dominância separadas: as fêmeas possuem uma hierarquia distinta enquanto nos machos o estatuto está correlacionado com a idade. Cada grupo possui entre um e três machos adultos de estatuto elevado e central, que interagem com as fêmeas mais do que outros machos do grupo e lideram os movimentos do grupo juntamente com as fêmeas de estatuto elevado. Machos transferidos recentemente, machos idosos ou machos novos adultos, que não tenham já deixado o grupo natal têm muitas vezes estatutos sociais mais baixos. Permanecendo na periferia do grupo, tendem a ser marginalizados das atividades do mesmo.

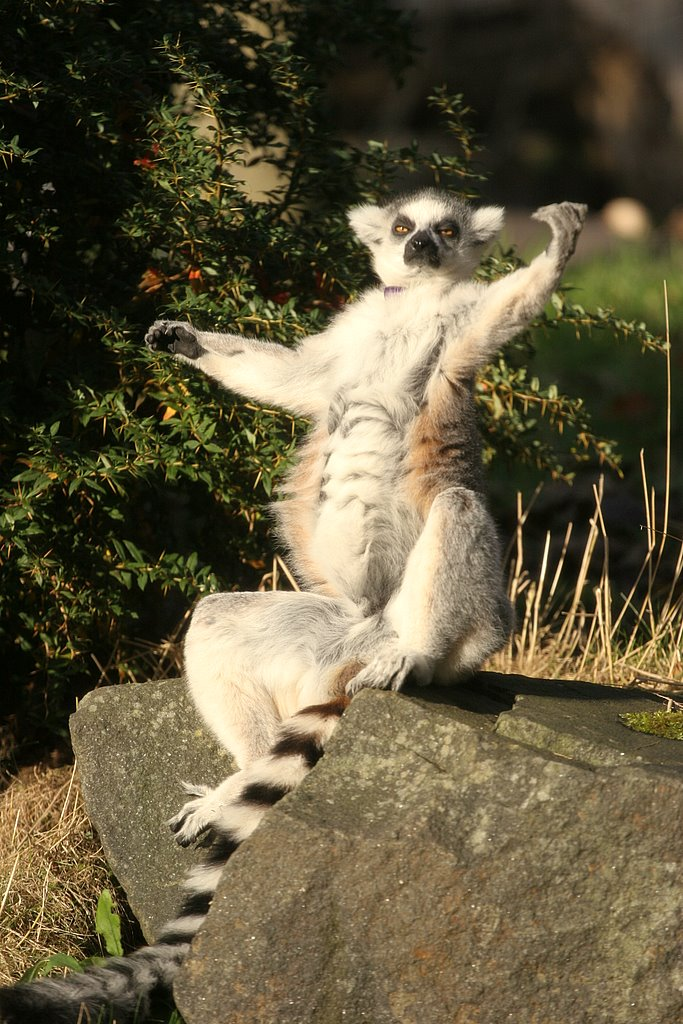
Um lémur-de-cauda-anelada a apanhar Sol

Para os machos, as mudanças de estrutura social podem ser sazonais. Durante o período de seis meses entre Dezembro e Maio, alguns machos migram entre grupos. Machos estabelecidos transferem-se a cada 3,5 anos, apesar de os machos jovens o fazerem a cada 1,4 anos. A cisão de um grupo ocorre quando os mesmos se tornam demasiado grandes e os recursos se tornam escassos.
Durante as manhãs, o lémure-de-cauda-anelada toma banhos de Sol para se aquecer. Encara o Sol, sentado, numa posição que é frequentemente descrita como de adoração ao Sol ou como de posição de lótus. No entanto, sentam-se com as patas estendidas para fora e não cruzadas e algumas vezes suportam o seu corpo agarrando-se a ramos próximos. Apanhar Sol é muitas vezes uma atividade de grupo, em particular durante as manhãs frias. De noite, os grupos separam-se em subgrupos para dormir, mantendo-se os indivíduos bem juntos para se manterem aquecidos. Um grupo de lémures juntos desta maneira é dado o nome de bola de lémures.
Apesar de ser quadrúpede, o lémure-de-cauda-anelada pode ter uma posição ereta e balançar-se nas patas traseiras, normalmente quando faz exibições agressivas. Quando ameaçado, o lémur-de-cauda-anelada pode saltar no ar e atacar com as unhas curtas e dentes caninos superiores afiados, num comportamento designado de luta de saltos. Isto é extremamente raro fora da época de reprodução, quando as tensões são altas e a competição para acasalamento é intensa. Outros comportamentos agressivos incluem o olhar fixo ameaçador, usado para intimidar ou para começar uma luta, e também gestos de submissão.
Disputas fronteiriças com grupos rivais ocorrem ocasionalmente e é responsabilidade da fêmea dominante defender o território do grupo. Encontros agonísticos incluem fixar o adversário e ocasionais agressões físicas, sendo concluídos com os membros do grupo a retirarem-se para o centro do seu território.

#### Comunicação olfativa

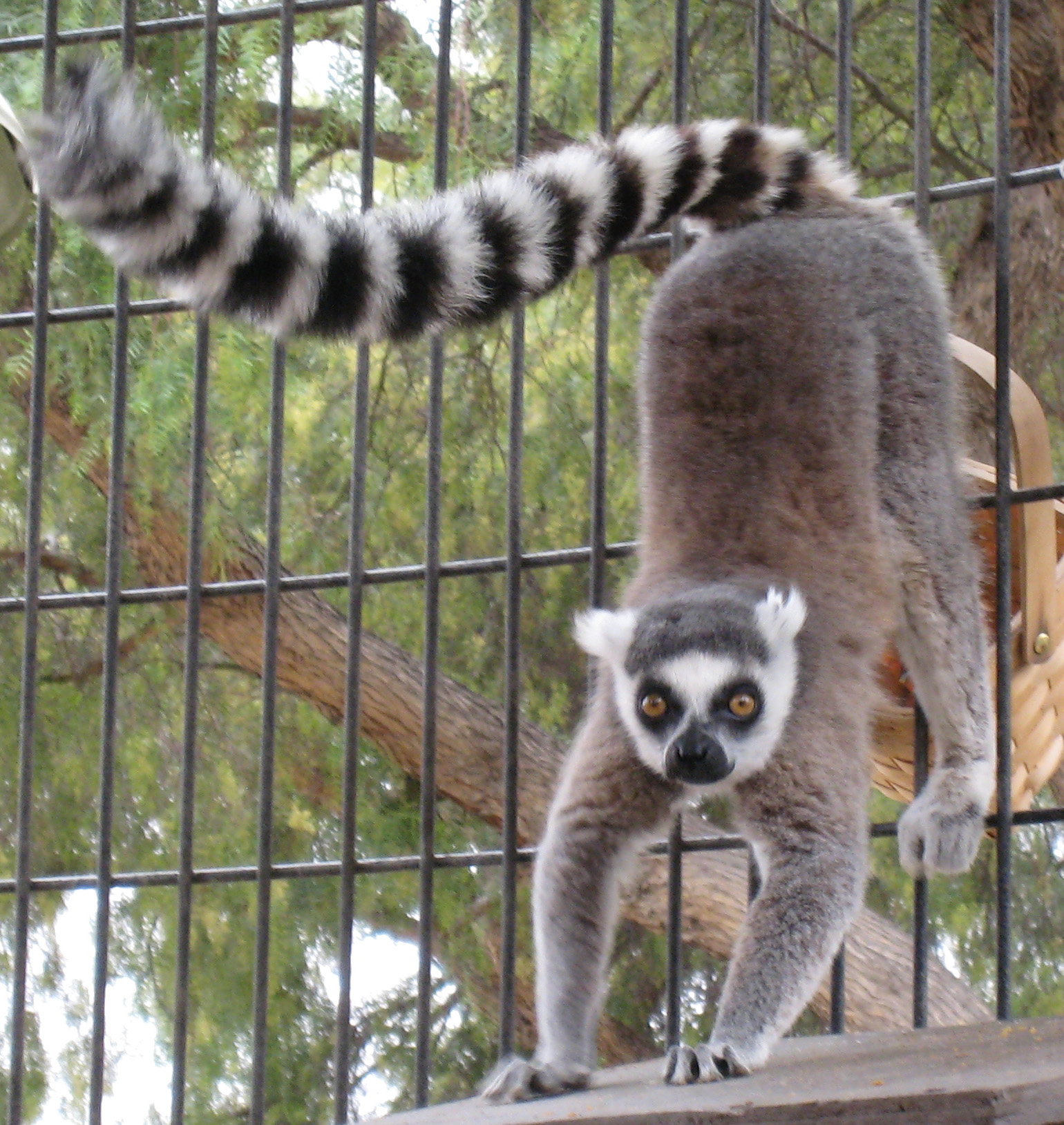
Um lémur-de-cauda-anelada a marcar o território com marcas de cheiro

A comunicação olfativa é muito importante para os prossímios como o lémure-de-cauda-anelada. Machos e fêmeas fazem marcação territorial através de cheiros, em superfícies verticais e horizontais, à volta da sua área de distribuição, fazendo uso das suas glândulas odoríferas anogenitais. O lémure-de-cauda-anelada coloca-se apoiado nas patas dianteiras para marcar superfícies verticais, raspando o ponto mais alto com as patas traseiras ao mesmo tempo que aplica o seu cheiro. O uso de marcações através do cheiro varia conforme a idade, sexo e estatuto social. Os machos usam as suas glândulas braquiais e antebraquiais para demarcar territórios e para manter as hierarquias de dominância dentro do grupo. O espigão que se localiza junto à glândula antebraquial, em cada pulso, é raspado contra troncos de árvores para criar sulcos repletos com cheiro. Este comportamento é denominado marcação por espigão.
Em exibições de agressividade, os machos exibem um comportamento social denominado luta de cheiros, que envolve a impregnação das suas caudas com secreções das glândulas antebraquiais e braquiais, abanando a cauda contra machos rivais. Durante a época de reprodução, os machos abanam as suas caudas com cheiros para as fêmeas, como forma de comportamento sexual; isto normalmente resulta na fêmea bater ou morder o macho, provocando vocalizações de subordinação por parte deste.

#### Comunicação auditiva
O lémure-de-cauda-anelada é um dos mais vocais primatas e possui um complexo conjunto de vocalizações usadas para manter a coesão do grupo durante as suas atividades, como a procura de alimento, e para alertar os membros do grupo da presença de um predador. Os chamamentos variam de simples a complexos. Um exemplo de vocalização simples é semelhante a um pprrr (ouvirⓘ), que expressa satisfação. Uma vocalização complexa é a sequência constituída por cliques, séries de clique com boca fechada, série de cliques de boca aberta e berros (ouvirⓘ) usada durante ameaça de predadores. Algumas vocalizações possuem variantes e sofrem transições entre variantes, tal como a transição de uma variante do chamamento de perigo/aflição por parte de recém-nascidos, para outra variante (ouvirⓘ).
A vocalizações mais vezes ouvidas são o gemido (ouvirⓘ), o choro (ouvirⓘ) com um som mais agudo, e os cliques (ouvirⓘ) (para atrair a atenção).

### Reprodução
O lémure-de-cauda-anelada pratica a poliginia, apesar de o macho dominante do grupo se reproduzir com mais fêmeas do que outros machos. As lutas são mais comuns durante a época de reprodução. Uma fêmea receptiva pode iniciar o acasalamento, apresentando o dorso, levantando a cauda e olhando para o macho desejado por cima do ombro. Os machos podem inspecionar os genitais da fêmea para determinar a receptividade. As fêmeas normalmente acasalam dentro do grupo, mas poderão também procurar machos fora do seu grupo.

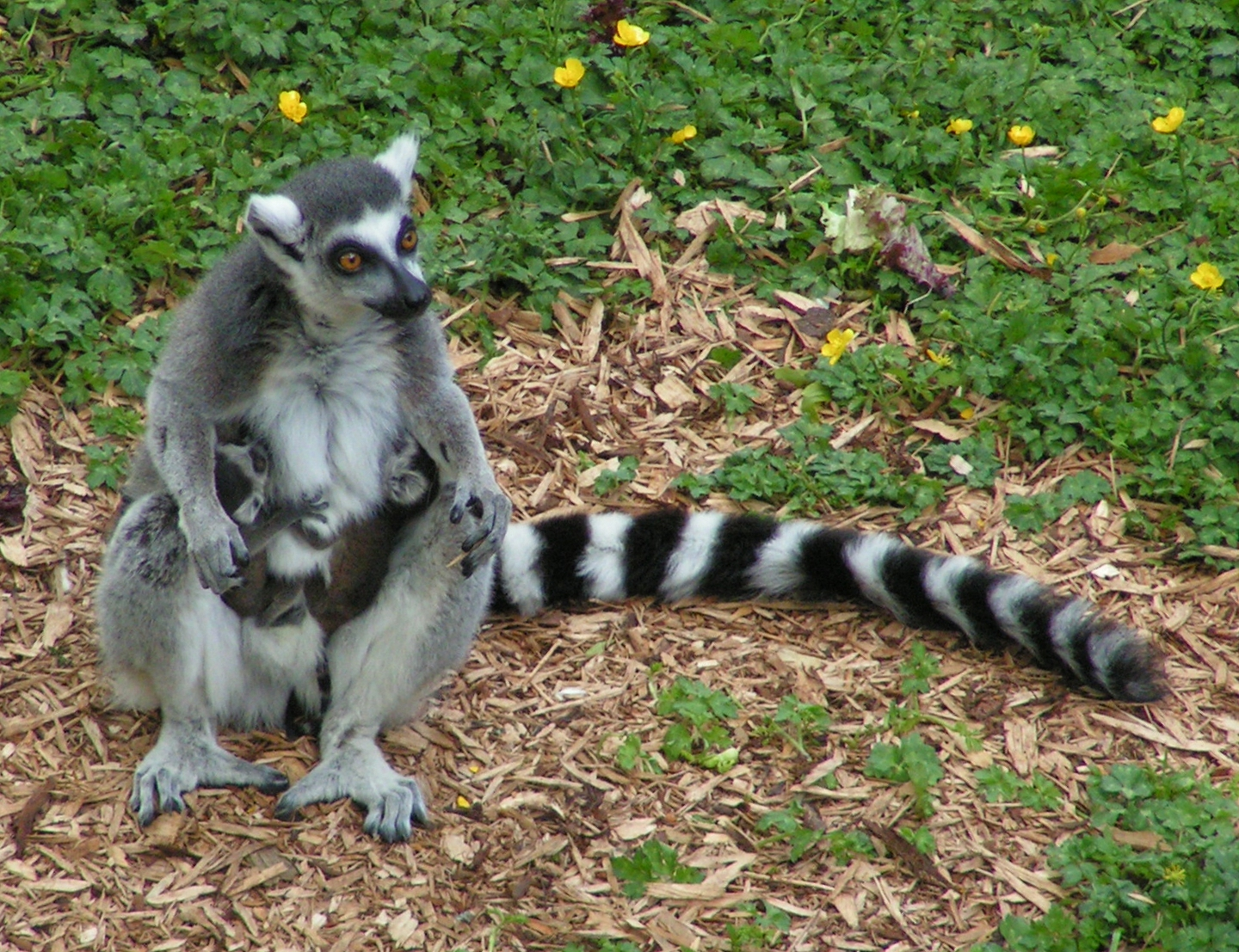
Uma fêmea a cuidar de gémeos recém-nascidos

A época de reprodução vai de meio de Abril até meio de Maio. O cio dura 4 a 6 horas, e as fêmeas acasalam com múltiplos machos durante este período. Dentro de um grupo, as fêmeas alternam a sua receptividade de maneira a que cada fêmea esteja receptiva em dias diferentes da época de reprodução, reduzindo assim a competição para a atenção dos machos. A gestação dura cerca de 135 dias e o parto ocorre em Setembro ou ocasionalmente em Outubro. No estado selvagem, ter uma cria é a norma, apesar de poderem ocorrer gémeos. As crias de lémure-de-cauda-anelada têm um peso à nascença de 70 g e são transportadas ventralmente (no peito) durante a primeira ou duas primeiras semanas de vida, e depois dorsalmente (nas costas).
Os jovens lémures começam a ingerir comida sólida com dois meses de vida e são totalmente desmamados após cinco meses. A maturidade sexual é atingida entre 2,5 e 3 anos. O envolvimento dos machos no cuidado das crias é limitado, apesar de o grupo inteiro, qualquer que seja a idade ou sexo do membro, poder ser visto a tratar dos jovens. A aloparentalidade entre fêmeas de um grupo foi já observada. Raptos por parte de fêmeas e infanticídio por parte de machos também ocorrer ocasionalmente. Devido às duras condições ambientais, a predação e acidentes como quedas, a mortalidade infantil pode ser tão alta como 50% dentro do primeiro ano e por vezes só cerca de 30% dos indivíduos chegam a adultos. O lémure-de-cauda-anelada pode viver entre 16 a 19 anos (27 anos em cativeiro).

### Habilidades cognitivas e uso de ferramentas
Historicamente, os estudos de aprendizagem e cognição em primatas não-humanos têm se centrado em símios, enquanto os primatas estrepsirrino, tal como o lémur-de-cauda-anelada e semelhantes, têm sido popularmente vistos como não tendo muita inteligência. Um par de fatores que advieram de experiências mais antigas desempenharam um papel no desenvolvimento desta assunção. Primeiro, o desenho experimental de testes antigos favoreceram o comportamento natural e ecologia dos símios em detrimento dos estrepsirrinos, fazendo com que as tarefas experimentais fossem inapropriadas para os lémures. Por exemplo, os símios são conhecidos pela manipulação de objetos que não sejam comida, enquanto os lémures são conhecidos apenas por os manipulares em cativeiro. Este comportamento é usualmente conectado a associação à comida. Também, os lémures são conhecidos por deslocarem objectos com o seu nariz ou boca, mas do que o fazem com as patas. Portanto, uma experiência que requeira um lémure manipular um objeto sem treino anterior, favorece os símios sobre os estrepsirrinos. Um lémure-de-cauda-anelada acostumado a viver num grupo pode não responder bem ao isolamento para testes laboratoriais. Estudos passados reportaram comportamentos histéricos em tais cenários. Como resultado destes estudos mais antigos, os lémures foram muitas vezes omitidos de pesquisas posteriores.
A noção de que os lémures não são inteligentes tem sido perpetuada pela visão de que a razão de neocórtex (como medida de tamanho do cérebro) indica inteligência. De facto, o primatólogo Alison Jolly notou cedo na sua carreira académica que algumas espécies de lémure, como o lémure-de-cauda-anelada, desenvolveram uma complexidade social similar à dos primatas membros da subfamília Cercopithecinae, mas não uma inteligência correspondente. Após anos de observações de populações de lémure-de-cauda-anelada, na Reserva Berenty, em Madagáscar, assim como de babuínos em África, o cientista recentemente concluiu que esta espécie de lémure altamente social não demonstra uma equivalente complexidade social em relação aos cercopitecíneos, apesar das aparências gerais.
Apesar disto tudo, a pesquisa continuou a iluminar sobre a complexidade da mente do lémure, com ênfase nas habilidades cognitivas do lémure-de-cauda-anelada. No meio da década de 1970, estudos demonstraram que eles poderiam ser treinados através de condicionamento operante usando técnicas de reforço Mostrou-se que a espécie conseguia aprender padrões, discriminação de objetos e luminosidade, habilidades comuns entre vertebrados. Também foi mostrado que o lémure-de-cauda-anelada pode aprender uma variedade de tarefas complexas, muitas vezes igualando, se não excedendo, a performance dos símios.
Mais recentemente, pesquisa efetuada no Duke Lemur Center, mostrou que o lémure-de-cauda-anelada pode organizar sequências na memória e restaurar sequências ordenadas sem linguagem. O desenho experimental demonstrou que os lémures estavam a usar representações internas da sequência para se guiarem nas respostas e não simplesmente seguindo uma sequência treinada, onde um item da sequência é pista para a seleção do próximo. Mas isto não é o limite das habilidades de raciocínio do lémure-de-cauda-anelada. Outro estudo, efetuado na Reserva de Lémures de Myakka, sugerem que esta espécie, assim como outras espécies próximas do lémure, é capaz de perceber simples operações aritméticas.
Uma vez que o uso de ferramentas é uma característica central da inteligência em primatas, a aparente falta deste comportamento em lémures em estado selvagem, assim como a falta de utilização de objetos não alimentares, ajudou a reforçar a perceção de que os lémures são menos inteligentes do que os seus parentes símios. No entanto, outro estudo na Reserva da Cidade de Myakka, examinou a representação de funcionalidade de ferramentas, no lémure-de-cauda-anelada e no lémure da espécie Eulemur fulvus, descobrindo que, assim como nos macacos, eles utilizavam ferramentas com propriedades funcionais (orientação de facilidade de uso) em vez de ferramentas sem características não-funcionais (cor e textura). Apesar de o lémure-de-cauda-anelada poder não utilizar ferramentas em estado selvagem, pode não só ser treinado a usar uma ferramenta, mas escolherá preferencialmente ferramentas com base nas suas qualidade funcionais. Portanto, a competência conceptual para utilizar ferramentas pode ter estado presente no primata ancestral comum, apesar de o uso só poder ter aparecido muito mais tarde.

## Estado de conservação

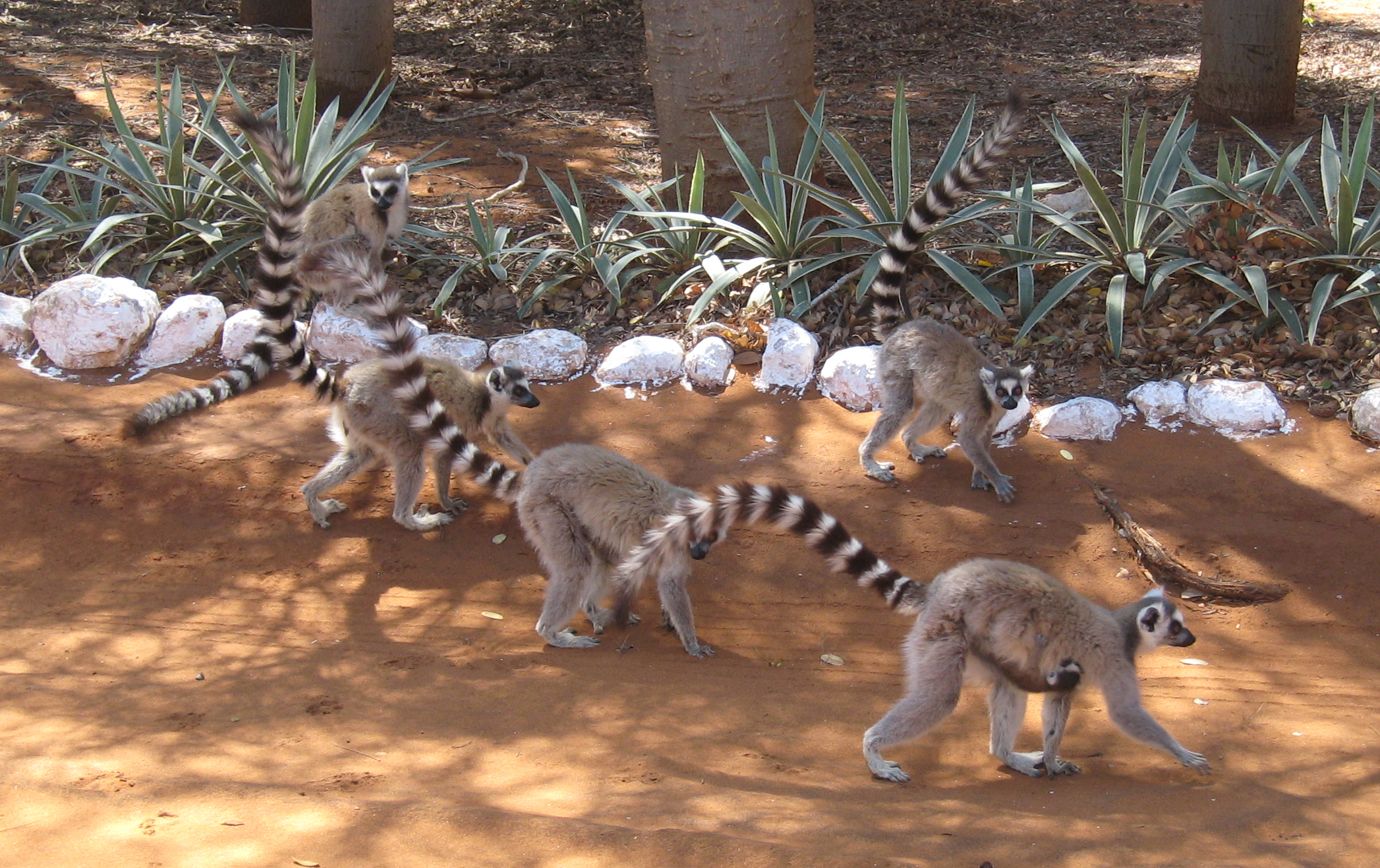
Uma população de lémures

Para além de estar listado como quase ameaçada, em 2008, pela União Internacional para a Conservação da Natureza e dos Recursos Naturais, o lémure-de-cauda-anelada também está listado desde 1977, no apêndice I da Convenção sobre o Comércio Internacional das Espécies da Fauna e da Flora Silvestres Ameaçadas de Extinção, o que torna o comércio de espécimenes apanhados no meio selvagem ilegal. Apesar de haver espécies de lémure mais ameaçadas, o lémure-de-cauda-anelada é considerado como espécie-bandeira devido a ser bastante reconhecível.
Três fatores ameaçam esta espécie: primeiramente e sobretudo a destruição de habitat. Começando há dois mil anos com a introdução de humanos na ilha, as florestas têm sido destruídas para produzirem pastagens e terras agrícolas. A extração de madeira para construção e combustível, assim como a mineração e o sobrepastoreio, também tiveram o seu papel. Hoje em dia, estima-se que 90% da floresta original da ilha tenha sido destruída. O aumento polulacional humano criou uma demanda ainda maior na parte Sul da ilha, de produtos madeireiros e carvão vegetal. Os fogos intencionais em pradarias assim como a agricultura do tipo derrubada e queimada, têm destruído florestas. Outra ameaça para a espécie é a busca de carne para a alimentação e de animais de estimação. Finalmente, secas periódicas comuns no sul da ilha, podem ter impacto negativos em populações já em declínio. Em 1991 e 1992, por exemplo, uma seca severa causou uma taxa de mortalidade anormalmente elevada entre as crias e fêmeas na Reserva Beza Mahafaly. Dois anos mais tarde, a população declinou 31% e passram quase 4 anos até ter começado a recuperar.
O lémure-de-cauda-anelada reside em várias áreas protegidas ao longo da sua área de distribuição, cada uma oferecendo diversos níveis de proteção. Na Reserva Especial Beza Mahafaly, uma abordagem holística à conservação in situ foi tomada. Não só a pesquisa de campo e a gestão de recursos envolvem estudantes internacionais e população local, incluindo crianças, com a gestão do gado é feita nas zonas periféricas da reserva e o ecoturismo beneficia as populações locais.
Apesar da diminuição do seu habitat e de outras ameaças, o lémure-de-cauda-anelada reproduz-se facilmente em cativeiro e tem se adaptado bem a este ambiente. Por esta razão, juntamente com a sua popularidade, tornou-se um dos mais populosos lémures nos jardins zoológicos em todo o mundo, com mais de dois mil indivíduos a viverem em cativeiro. Estruturas de conservação ex-situ envolvidas na conservação da espécie incluem o Duke Lemur Center em Durham, Carolina do Norte, a Lemur Conservation Foundation em Myakka City, Flórida e o Madagascar Fauna Group, com quartel-general no Parque Zoológico de Saint Louis. Devido ao alto sucesso de reprodução em cativeiro, a reintrodução é uma possibilidade se as populações selvagens estiverem a sossobrar. Apesar de libertações experimentais terem tido sucesso em Santa Catalina, Geórgia, demonstrando que lémures em cativeiro podem-se adaptar rapidamente ao seu ambiente e exibir um espetro completo de comportamentos naturais, a libertação de animais em cativeiro não está atualmente a ser considerada.
As populações de lémure-de-cauda-anelada podem também beneficiar das intervenções contra a seca, devido à disponibilidade de estruturas contendo água e de árvores de fruto, como observado na Reserva Berenty, no Sul de Madagáscar. No entanto, estas intervenções não são vistas sempre como favoráveis, uma vez que as flutuações populacionais não são permitidas. A espécie parece ter adquirido a sua alta fertilidade devido ao ambiente adverso; portanto, interferindo com este cilco natural pode impacto significativo no pool genético.